# Xestia straminea
Xestia straminea är en fjärilsart som beskrevs av Rothschild 1914. Xestia straminea ingår i släktet Xestia och familjen nattflyn. Inga underarter finns listade i Catalogue of Life.